# Loxosceles amazonica
Espèce
Loxosceles amazonica est une espèce d'araignées aranéomorphes de la famille des Sicariidae.

## Distribution
Cette espèce se rencontre au Brésil et au Pérou. 
Dans le cadre d'une étude phylogénétique, Duncan, Rynerson, Ribera et Binford en 2010 ont observé que cette espèce est incluse dans un groupe d'espèces du Nord de l'Afrique, ils ont émis l'hypothèse qu'elle avait été introduite depuis le golfe de Guinée.

## Description
La femelle holotype mesure 9,3 mm et le mâle paratype 8,6 mm.

## Publication originale
- Gertsch, 1967 : The spider genus Loxosceles in South America (Araneae, Scytodidae). Bulletin of the American Museum of Natural History, vol. 136, no 3, p. 117-174 (texte intégral).